# Hyophila parietalis
Hyophila parietalis är en bladmossart som beskrevs av Cardot in Grandidier 1915. Hyophila parietalis ingår i släktet Hyophila och familjen Pottiaceae. Inga underarter finns listade i Catalogue of Life.